# Carles Eduard Stuart
Carles Eduard Stuart (Charles Edward Louis John Casimir Silvester Maria Stuart) (Roma, 31 de desembre de 1720 – 31 de gener de 1788) va ser un aristòcrata escocès pertanyent a la dinastia dels Stuart i pretendent jacobita al tron de Gran Bretanya com Carles III d'Anglaterra i Escòcia.
A Carles se'l va conèixer popularment a les Illes Britàniques com el "jove pretendent" i el "Gentil Príncep Carlos", i també com "Bonnie Prince Charlie" (Bonnie significa "bell" en escocès).

## Primers anys

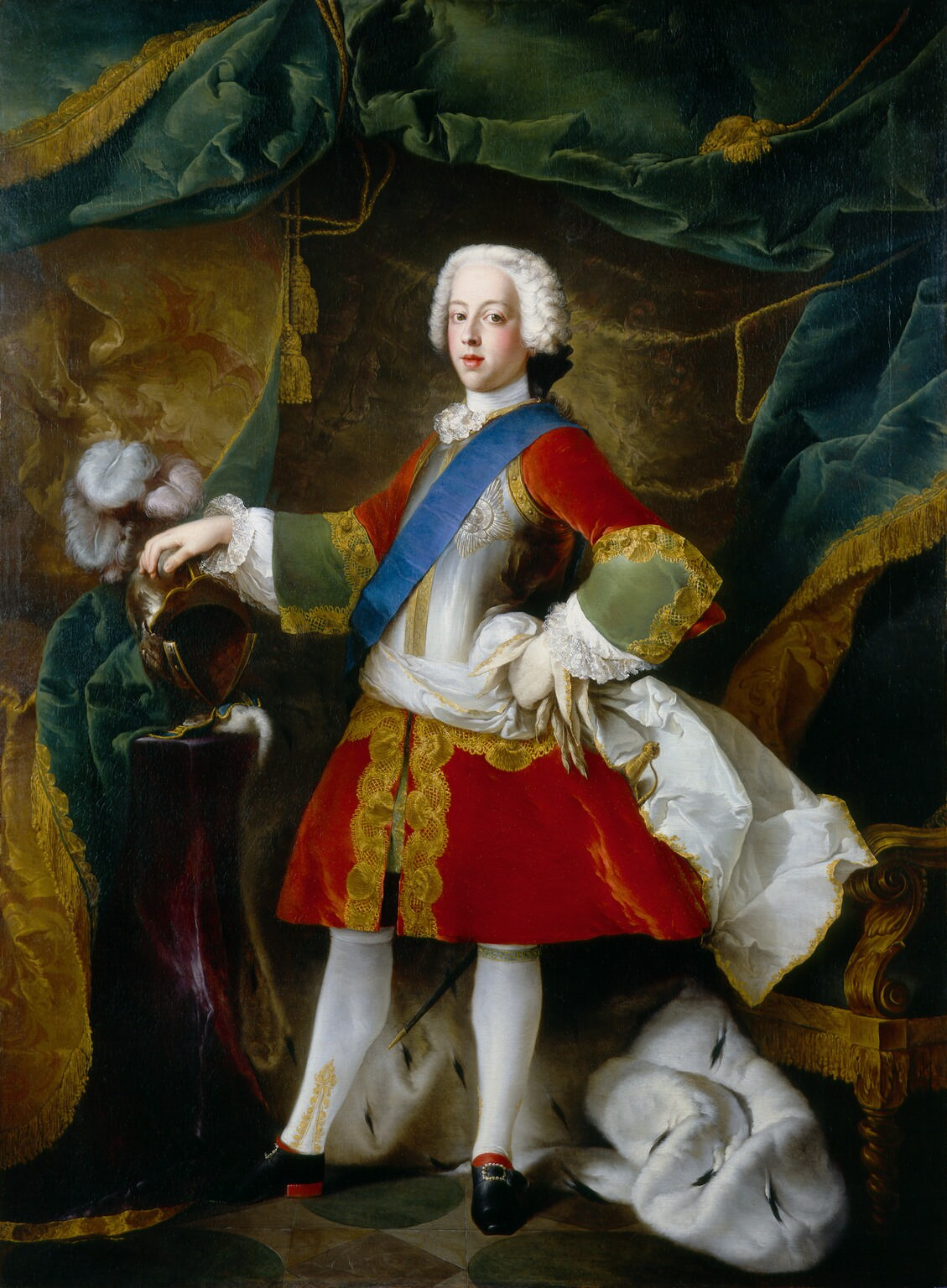
Carles Eduard Stuart

Era fill del pretendent jacobita James III, qui havent nascut a Gran Bretanya havia intentat vanament restablir als Stuart en el tron britànic, i de la princesa Clémentina Sobieska (1702 – 1735), neta de Joan III de Polònia.
Carles va néixer a Roma, on havien donat al seu pare una residència per ordre del papa Climent XI. Va passar gairebé tota la seva infantesa entre Roma i Bolonya, educant-se en el catolicisme igual que la resta de la seva família. En 1734 va participar en el setge francès i espanyol de Gaeta. Va ser la seva primera exposició en una operació militar, en la qual va actuar al servei de França.

## Pretendent de Gran Bretanya
En vida del seu pare, al desembre de 1743, Carles va rebre el títol de Regent per dirigir els assumptes de la seva família i eventualment restaurar als Stuart en el tron britànic, per això el 1744 va demanar suport a França. No obstant, el suport francès mai va ser generós amb Carles perquè el règim de Luis XV no desitjava enemistar-se amb Gran Bretanya ni dirigir la seva flota naval a un perillós combat entorn de les Illes Britàniques. Tot i això, Carles confiava obtenir gran suport entre els clans més tradicionalistes d'Escòcia, així com obtenir ajuda de la petita aristocràcia anglesa que encara mantenia lleialtat als Stuart.

## Aixecament jacobita de 1745
El juliol del 1745 Carles va dirigir una expedició desembarcant a Escòcia i formant un exèrcit bastant nombrós per iniciar l'aixecament jacobita més poderós dels realitzats fins aquell dia; gràcies a les seves tropes de highlanders escocesos, Carles va poder controlar gairebé totes les zones rurals d'Escòcia i a la tardor de 1745 fins i tot va prendre Edimburg després de derrotar a les guarnicions locals fidels a la Casa d'Hannover. Malgrat comptar amb unes forces menys experimentades i disciplinades, les tropes jacobites van avançar cap al nord d'Anglaterra al novembre, prenent Carlisle i Manchester, i avançant fins a Derbyshire aconseguint apropar-se perillosament al mateix Londres. Però Carles va poder constatar que el suport popular a la causa dels Stuart era molt menor que l'esmentat pels seus informants a França, així que va retrocedir fins Escòcia a inicis de l'any següent, on les seves tropes ja havien pres Glasgow al desembre de 1745. L'auxili naval promès per Luis XV tampoc es va fer efectiu i el mal clima va forçar a la flota francesa a retirar-se.
Finalment, l'abril de 1746, Carles no va mostrar gran perícia militar forçant un enfrontament a camp obert entre les seves forces i les tropes reials del Duc de Cumberland, qui el van vèncer definitivament en la batalla de Culloden. Aquesta derrota decisiva va suposar la fi de l'aixecament i del sistema feudal de clans a Escòcia. El jove pretendent va haver de fugir durant mesos, ocultant-se en cases dels seus partidaris. El fracàs de la revolta va acabar amb les esperances dels Stuart de tornar al tron britànic per sempre més.
Carles havia gaudit de gran simpatia personal, fins i tot entre els seus opositors, i va ser recordat com un líder carismàtic que podia atreure la bona voluntat de la gent comuna. No obstant això, tenia fama de ser summament capritxós, a més de molt irascible, qualitats que no l'afavorien com a líder d'una rebel·lió contra la Casa d'Hannover. La seva afició a l'alcohol –reconeguda fins i tot pels seus partidaris en l'exili– li va fer perdre nombrosos suports a la seva causa.

## Exili definitiu
Després de 1746, Carles va viure en l'exili a França, des d'on va buscar nou suport per a una altra expedició contra Gran Bretanya. En 1759, durant la Guerra dels Set Anys, les derrotes navals franceses al Canadà i l'Oceà Atlàntic van fer impracticable qualsevol opció de recolzar una altra expedició jacobita. Carles va seguir a França fins que el seu alcoholisme i el seu temperament extremadament voluble i explosiu li van fer perdre la simpatia de l'aristocràcia francesa, per la qual cosa va tornar a les possessions que la seva família tenia a Itàlia.
Les seves aventures amoroses li van fer perdre encara més popularitat entre els anglesos catòlics exiliats, i de fet Carles no va ser mai reconegut per la Santa Seu com a Rei d'Anglaterra i Escòcia, a diferència del seu pare, qui sí va rebre aquest esment especial. A Itàlia va degenerar la seva afició a la beguda i va acabar sent un ancià malalt. No va tenir fills del seu matrimoni amb la princesa alemanya Lluísa de Stolberg-Gedern, i a la seva mort el 1788, va heretar els seus drets dinàstics el seu germà menor, el Cardenal de York Enric IX.